# Grup del 14 de Febrer
El Grup del 14 de Febrer (francès: Groupe du 14 Février) és una aliança política de Burkina Faso (antic Alt Volta). Es va fundar al febrer del 1997 i consta dels següents partits.
- Front de Forces Socials (FFS)
- Front Patriòtic pel Canvi (FPC)
- Grup de Demòcrates Patriotes (GDP)
- Partit Africà per a la Independència (PAI)
- Partit per la Democràcia i el Progrés / Partit Socialista (PDP/PS)
- Partit de les Forces Independents pel Desenvolupament (PFID)
- Partit Nacional Republicà / Únic Camí (PNR/JV)
- Unió pel Renaixement / Moviment Sankarista (UNIR/MS)
- Partit per la Democràcia i el Socialisme (PDS)